# Mojżesz Presburger
Mojżesz Presburger (Varsóvia, 27 de dezembro de 1904 – 1943) foi um matemático, lógico e filósofo polonês de origem judaica.
Foi aluno de Alfred Tarski, sendo conhecido por, dentre outras coisas, por ter inventado a aritmética de Presburger quando estudante, em 1929.
Nasceu em 1904 e morreu em um campo de concentração.
Em 2010 a European Association for Theoretical Computer Science iniciou a concessão do Prêmio Presburger, destinado a um jovem cientista (em casos excepcionais a diversos jovens cientistas) por contribuições fundamentais em ciência da computação. Mikołaj Bojańczyk foi o primeiro laureado.